# El Paraíso, Siltepec
El Paraíso är en ort i Mexiko.   Den ligger i kommunen Siltepec och delstaten Chiapas, i den sydöstra delen av landet, 800 km sydost om huvudstaden Mexico City. El Paraíso ligger 1 563 meter över havet och antalet invånare är 103.
Terrängen runt El Paraíso är bergig åt sydväst, men åt nordost är den kuperad. Terrängen runt El Paraíso sluttar norrut. Runt El Paraíso är det ganska tätbefolkat, med 78 invånare per kvadratkilometer. Närmaste större samhälle är Nueva Argentina, 3,4 km söder om El Paraíso. I omgivningarna runt El Paraíso växer i huvudsak städsegrön lövskog.